# 未央宮

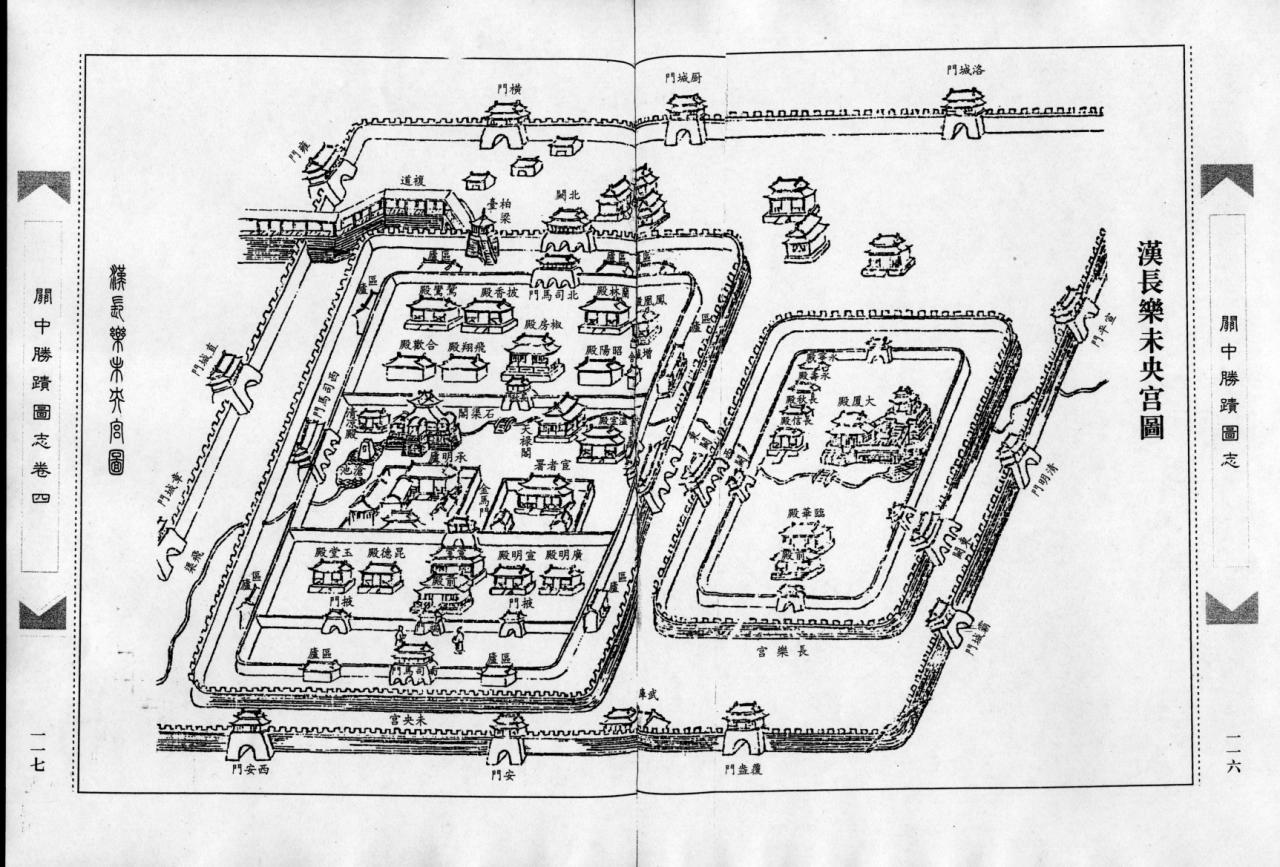
清の時代に描かれた未央宮の見取り図

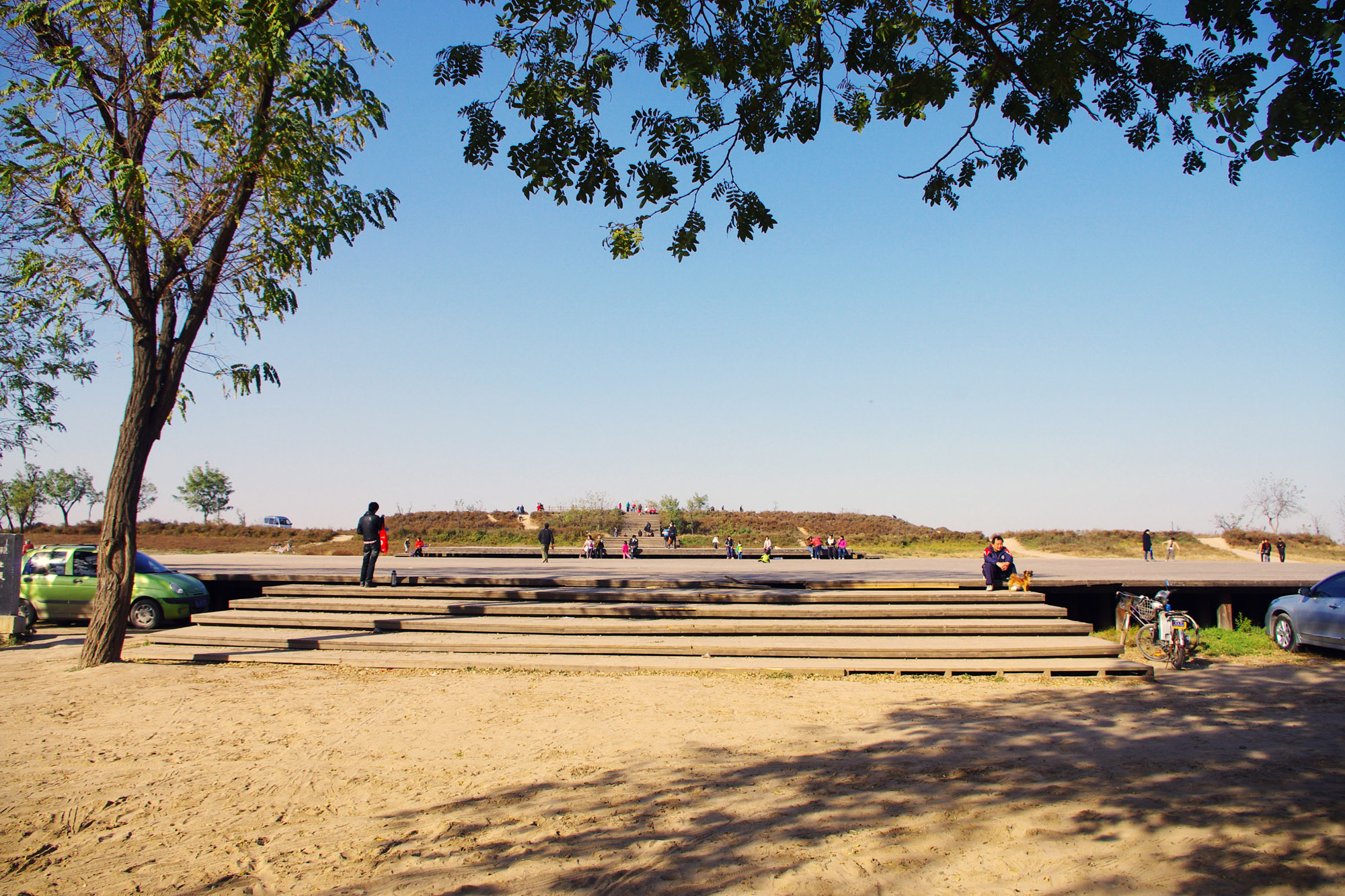
未央宮前殿址

未央宮（びおうきゅう）は、古代中国の前漢の都である長安の南西部にあった宮殿であり、前漢の皇帝の居場所であった。
『三輔黄図』によると漢の高祖7年（紀元前200年）に、少府陽城延（『漢書』高恵高后文功臣表）の指揮のもと、丞相蕭何が主導して造営を開始した。高祖劉邦はその壮麗さに「天下が争い苦しんだばかりでまだどうなるか分からないというのに、なぜそんな壮麗な宮殿を造るのか」と難色を示したが、蕭何は「天子は四海の内全てを家とするものですから、壮麗でなければ威厳がありません。それに後世に新たに作る必要がないようにするのです」と答えた。劉邦は喜び、長安に遷都した（『漢書』高帝紀下）。
高祖9年（紀元前198年）には未央宮で宴会を行っているが、全て完成してはおらず、高祖は自分の宮殿としては既に存在していた長楽宮を使用している。次の恵帝からは未央宮を使うようになり、長楽宮は皇太后の宮殿となった。皇帝の宮殿であることから警護として衛尉が置かれた。
『三輔黄図』によると宮殿は周囲28里であり、これは現代の発掘調査による未央宮の全長8,800メートルとほぼ符合する。前殿、宣室殿、温室殿、清涼殿、麒麟殿、金華殿、承明殿、掖庭宮、椒房殿、高門殿、金馬門などのさまざま建物があった。諸侯や大臣と朝会を開く場所である前殿は龍首山の丘陵を利用して建てられており、長安の城壁より高い位置にあった。
王莽は漢を簒奪し皇帝に即位すると、未央宮を「寿成室」と改称し、前殿を「王路堂」と改称した（『漢書』王莽伝中）。王莽の新が滅んだ際、未央宮は反乱軍のため焼けた。長楽宮はじめ他の宮殿は無事であったため、長安に入った更始帝劉玄や赤眉の劉盆子は長楽宮に入った（『後漢書』劉玄伝、劉盆子伝）。しかし赤眉により他の宮殿も被害にあった。
未央宮遺跡は2014年に「シルクロード:長安-天山回廊の交易路網」の一部として世界遺産に登録された。